# Хохонів
Хохо́нів — село в Україні, у Івано-Франківському районі Івано-Франківської області. Входить до складу Більшівцівської селищної громади. Населення становить 428 осіб (станом на 2001 рік).

## Географія
Село Хохонів лежить за 11,7 км на північний схід від м. Галич, фізична відстань до Києва — 409,2 км.
| Клімат Хохонова         | Клімат Хохонова | Клімат Хохонова | Клімат Хохонова | Клімат Хохонова | Клімат Хохонова | Клімат Хохонова | Клімат Хохонова | Клімат Хохонова | Клімат Хохонова | Клімат Хохонова | Клімат Хохонова | Клімат Хохонова | Клімат Хохонова |
| Показник                | Січ.            | Лют.            | Бер.            | Квіт.           | Трав.           | Черв.           | Лип.            | Серп.           | Вер.            | Жовт.           | Лист.           | Груд.           | Рік             |
| Середній максимум, °C   | −1,1            | 0,3             | 5,4             | 13,2            | 19,1            | 22,3            | 23,6            | 23,1            | 18,9            | 13,0            | 5,9             | 1,0             | 12,1            |
| Середня температура, °C | −4,1            | −2,6            | 1,7             | 8,3             | 13,7            | 17,0            | 18,3            | 17,6            | 13,8            | 8,4             | 2,9             | −1,6            | 7,8             |
| Середній мінімум, °C    | −7,1            | −5,5            | −2              | 3,5             | 8,4             | 11,7            | 13,0            | 12,2            | 8,7             | 3,9             | 0,0             | −4,1            | 3,6             |
| Норма опадів, мм        | 32              | 31              | 34              | 51              | 80              | 94              | 98              | 73              | 55              | 38              | 37              | 41              | 664             |
| ----------------------- | --------------- | --------------- | --------------- | --------------- | --------------- | --------------- | --------------- | --------------- | --------------- | --------------- | --------------- | --------------- | --------------- |
| Джерело:                |                 |                 |                 |                 |                 |                 |                 |                 |                 |                 |                 |                 |                 |

## Історія
Перша письмова згадка належить до 19 січня 1439 року.
У 1939 році в селі проживало 1250 мешканців (1015 українців, 30 поляків, 200 латинників, 5 євреїв).
В околицях села відбувалися запеклі бої УПА проти окупантів.
До 2020 року орган місцевого самоврядування — Дитятинська сільська рада.

## Населення
Станом на 1989 рік у селі проживали 523 особи, серед них — 222 чоловіки і 301 жінка.
За даними перепису населення 2001 року у селі проживали 428 осіб. Рідною мовою назвали:
| Мова       | Кількість осіб | Відсоток |
| ---------- | -------------- | -------- |
| українська | 427            | 99,77%   |
| російська  | 1              | 0,23%    |

## Політика
На виборах у селі Хохонів працює окрема виборча дільниця, розташована в приміщенні школи. Результати виборів:
- Парламентські вибори 2002: зареєстровано 345 вибореців, явка 83,35%, найбільше голосів віддано за Блок Віктора Ющенка «Наша Україна» — 83,16%, за Виборчий блок Юлії Тимошенко — 3,09%, за блок «Демократична партія України – партія Демократичний союз» — 2,06%.[10].
- Вибори Президента України 2004 (перший тур): 313 виборців взяли участь у голосуванні, з них за Віктора Ющенка — 90,42%, за Віктора Януковича — 1,92%, за Петра Симоненка — 0,64%[11].
- Вибори Президента України 2004 (другий тур): 324 виборці взяли участь у голосуванні, з них за Віктора Ющенка — 96,60%, за Віктора Януковича — 1,85%[12].
- Вибори Президента України 2004 (третій тур): зареєстровано 338 виборців, явка 96,75%, з них за Віктора Ющенка — 99,69%, за Віктора Януковича — 0,31%[13].
- Парламентські вибори 2006: зареєстровано 340 виборців, явка 82,35%, найбільше голосів віддано за блок Наша Україна — 63,93%, за Блок Юлії Тимошенко — 17,14%, за Український народний блок Костенка і Плюща — 3,21%[14].
- Парламентські вибори 2007: зареєстровано 325 виборців, явка 94,46%, найбільше голосів віддано за блок Наша Україна — Народна самооборона — 59,61% за Блок Юлії Тимошенко — 34,85%, за Партію регіонів — 0,98%[15].
- Вибори Президента України 2010 (перший тур): зареєстровано 323 виборці, явка 76,78%, найбільше голосів віддано за Віктора Ющенка — 41,53%, за Юлію Тимошенко — 27,82%, за Арсенія Яценюка — 13,31%[16].
- Вибори Президента України 2010 (другий тур): зареєстровано 327 виборців, явка 73,09%, з них за Юлію Тимошенко — 90,79%, за Віктора Януковича — 7,53%[17].
- Парламентські вибори 2012: зареєстровано 310 виборців, явка 63,55%, найбільше голосів віддано за Всеукраїнське об'єднання «Батьківщина» — 44,16%, за Всеукраїнське об'єднання «Свобода» — 23,86% та УДАР — 13,20%.[18] В одномандатному окрузі найбільше голосів отримав Микола Круць (самовисування) — 38,42%, за Володимира Купчака (Всеукраїнське об'єднання «Батьківщина») проголосували 28,57%, за Дмитра Симака (самовисування) — 12,32%[19].
- Вибори Президента України 2014: зареєстровано 306 виборців, явка 93,46%, з них за Петра Порошенка — 77,97%, за Юлію Тимошенко — 10,84%, за Олега Тягнибока — 4,90%[20].
- Парламентські вибори в Україні 2014: зареєстровано 299 виборців, явка 93,98%, найбільше голосів віддано за Блок Петра Порошенка — 43,42%, за «Народний фронт» — 22,78% та Всеукраїнське об'єднання «Батьківщина» — 8,90%.[21] В одномандатному окрузі найбільше голосів отримав Михайло Довбенко (Блок Петра Порошенка) — 49,47%, за Романа Вірастюка (Народний фронт) проголосували 16,73%, за Миколу Зелінського (Всеукраїнське об'єднання «Батьківщина») — 7,12%[22].
- Вибори Президента України 2019 (перший тур): зареєстровано 264 виборці, явка 85,23 %, найбільше голосів віддано за Петра Порошенка — 44,44 %, за Юлію Тимошенко — 18,22 %, за Володимира Зеленського — 9,78 %[23].
- Вибори Президента України 2019 (другий тур): зареєстровано 268 виборців, явка 86,57 %, найбільше голосів віддано за Петра Порошенка — 63,36 %, за Володимира Зеленського — 35,78 %[24].

## Релігія
У селі розташована дерев'яна церква Воздвиження Чесного Хреста, збудована у 1846 році, що є пам'яткою архітектури місцевого значення.

## Відомі уродженці
- Перепічка Олег Григорович (1988–2014) — сержант міліції, боєць батальйону патрульної служби міліції особливого призначення «Івано-Франківськ». Загинув у бою під Іловайськом під час виходу з оточення.
- Грудзевич Олег Петрович (1990) — український офіцер, полковник Збройних сил України Учасник російсько-української війни, відзначився в ході російського вторгнення в Україну. Герой України.